# Gewone wetgevingsprocedure

De gewone wetgevingsprocedure: de Raad en het Parlement moeten allebei beslissen over een voorstel van de Europese Commissie

De gewone wetgevingsprocedure is een van de procedures die door de instellingen van de Europese Unie gebruikt worden om tot nieuwe, wetgevende beslissingen te komen.
Onder het Verdrag betreffende de werking van de Europese Unie is de gewone wetgevingsprocedure beschikbaar voor het aannemen van Europese verordeningen, richtlijnen en besluiten.
De deelnemers aan de gewone wetgevingsprocedure zijn de Europese Commissie (die voorstellen doet voor beleid), het Europees Parlement dat namens de Europese burgers wetgevende macht uitoefent en de Raad van de Europese Unie, die wetgevende macht uitoefent uit naam van de lidstaten van de Europese Unie. Naast deze drie instellingen is er een kleine rol voor het Economisch en Sociaal Comité en het Comité van de Regio's, die adviseren over beleidsvoorstellen.

## Historische achtergrond en wettelijke basis
Voor de inwerkingtreding van het Verdrag van Lissabon werd gesproken van de medebeslissingsprocedure.
De medebeslissingsprocedure is gebaseerd op Artikel 251 van het Verdrag betreffende de Europese Gemeenschap uit 1992 (dat wil zeggen, na de aanpassing door het Verdrag betreffende de Europese Unie) dat in 1997 aangepast is door het Verdrag van Amsterdam. Als zodanig is de medebeslissingsprocedure de jongste, wetgevende procedure van de Unie.
De medebeslissingsprocedure moet gezien worden als de meest recente ontwikkeling van de Europese Unie richting een bestuurlijk geheel dat meer is dan een simpel samenwerkingsverband tussen een aantal lidstaten. De medebeslissingsprocedure is de jongste telg in een opeenvolgende lijn van procedures (ontwikkeld sinds de oprichting van het Europees Parlement in 1957) waarbij het Parlement gaandeweg aan invloed en macht heeft gewonnen ten opzichte van de Commissie en de Raad. Had het Parlement eerst alleen een raadgevende functie (via de Raadplegingsprocedure) en later de macht om wel of niet in te stemmen met een voorstel (de Instemmingsprocedure), met de medebeslissingsprocedure heeft het Parlement wetgevende macht die gelijk is aan die van de Raad: de macht om goed te keuren, te amenderen of af te keuren.
De medebeslissingsprocedure is ook op een ander gebied zeer kenmerkend voor de ontwikkeling van de Europese Unie, namelijk met betrekking tot het vraagstuk van supranationalisme versus federalisme. Met de medebeslissingsprocedure krijgt het Europees Parlement evenveel macht als de Raad—niet iedere beslissing is puur een aangelegenheid van de lidstaten meer waarop de Unie "ja" of "nee" mag zeggen, de Unie als geheel krijgt via het Parlement het recht om volledig mee te praten en te beslissen. Maar de medebeslissingsprocedure geldt niet voor alle beleidsterreinen waarop de Unie werkzaam is. Daarmee houden de lidstaten in ieder geval gedeeltelijk vast aan het intergouvernementele karakter van de Unie en dus aan het principe dat de macht uiteindelijk bij de lidstaten ligt.
Evenwel kan de invoering van de medebeslissingsprocedure als compromis tussen supranationalisme en federalisme succesvol genoemd worden. De voornaamste reden voor het invoeren van de procedure in 1992 was het komen tot een antwoord op de voortdurende klachten over het zogenaamde "democratisch tekort" van de Unie, het gebrek aan invloed van direct gekozen volksvertegenwoordigers op het beleid van de Unie. Deze klachten kwamen zowel van commentatoren uit de maatschappij als van het Parlement zelf. Hoewel de klachten uit de maatschappij niet verstomd zijn (vooral omdat de medebeslissingsprocedure niet voor alle beleidsterreinen geldt), zijn de Parlementariërs toch redelijk tevreden over de uitwerking van de nieuwe procedure. Dit laatste valt op te maken uit een gezamenlijke verklaring over het succes van de maatregel in het publicatieblad van de Unie uit 1999 van het Parlement, de Raad en de Commissie.

## De procedure
De gewone wetgevingsprocedure bestaat uit een aantal stadia. Het eerste van deze stadia is uiteraard het beleidsvoorstel van de Commissie. Hierna volgen een aantal gelegenheden ("lezingen") voor het Parlement en de Raad om te beslissen of ze het voorstel willen accepteren, veranderen of verwerpen.

### Het voorstel
Iedere gewone wetgevingsprocedure begint met een beleidsvoorstel van de Europese Commissie. Dit voorstel bestaat uit een tekst met daarin de overwegingen die geleid hebben tot het voorstel en de voorgestelde tekst van de wet zelf. Het eigenlijke voorstel is opgesteld door de Commissaris die verantwoordelijk is voor het beleidsterrein waar het voorstel over gaat en door zijn ambtenaren. Het voorstel wordt echter door de Commissie als geheel aan de wetgevende instellingen van de Unie aangeboden.
Op dit punt is er in de procedure een kleine rol weggelegd voor de raadgevende lichamen van de Unie, het Economisch en Sociaal Comité en het Comité van de Regio's. Zij geven, al naargelang het beleidsterrein, hun mening over de uitwerking van het voorstel zoals de tekst door de Commissie opgesteld is. Deze mening(en) worden aan de voorsteltekst gehecht.
Het geheel wordt nu toegezonden aan de voorzitters van het Parlement en de Raad.

### Eerste lezing
Via de voorzitterschappen beginnen de eerste lezingen van Parlement en Raad.
Tijdens de eerste lezing is er uitgebreid contact tussen Parlement en Raad. Dit contact verloopt via het bemiddelingscomité, het Coreper. Dit uitgebreide contact dient om wederzijdse misverstanden te voorkomen, ervoor te zorgen dat alle partijen de betekenis van het voorstel goed begrijpen et cetera.
Na het overleg en het doorlopen van de interne procedure van het Parlement (die verderop beschreven wordt), komt het Parlement tot zijn eerste beslissing (eerste lezing). Dit resultaat kan een goedkeuring zijn van het voorstel of een amendering (het doorvoeren van veranderingen). Voordat de Raad zich heeft uitgesproken, is er geen afwijzing; dat is echter geen limiet van de macht van het Parlement, omdat het Parlement via amendementen het voorstel desnoods geheel kan herschrijven.
Het resultaat van de eerste lezing van het Parlement wordt aangeboden aan de Raad. Kan de Raad zich vinden in het resultaat van het Parlement, dan is het voorstel aangenomen. Het voorstel gaat naar de voorzitters van Parlement en Raad en de secretarissen-generaal van diezelfde instellingen. Zij ondertekenen het voorstel, het voorstel wordt gepubliceerd in het publicatieblad van de Unie en is wet geworden.

### Tweede lezing Parlement
Als de Raad het niet eens is met het Parlement, volgt niet direct afwijzing. Wel bepaalt de Raad een gemeenschappelijk standpunt (algemene oriëntatie), een unanieme mening over hoe het voorstel eruit moet zien. Dit tegenvoorstel voor de eerste lezing van het Parlement wordt opgestuurd naar het Parlement, met uitgebreide documentatie over de meningen en overwegingen van de Raad en de Commissie.
Het Parlement doorloopt op basis van dit gemeenschappelijk standpunt weer zijn interne procedure. In tegenstelling tot het geval van de eerste lezing, is er een tijdslimiet: de tweede lezing van het Europees Parlement duurt drie maanden, maximaal verlengd tot vier maanden. Er zijn nu drie mogelijkheden:
Ten eerste kan het Parlement het gemeenschappelijk standpunt overnemen. In dit geval is het voorstel aangenomen en wordt de hierboven beschreven procedure van tekenen en publiceren gevolgd om de wet door te voeren. Als het Parlement niet binnen de termijn reageert, telt dat overigens als instemming met het standpunt.
Daarnaast heeft het Parlement nu de mogelijkheid om "nee" te zeggen. Dit moet met een absolute meerderheid, de helft plus een, van de leden (niet van de bij de zitting aanwezige leden, maar van alle leden van het Parlement). Gebeurt dit, dan is het afgelopen voor het voorstel. Wil de Commissie toch een wet, dan moeten ze helemaal opnieuw beginnen.
Ten slotte kan het Parlement weer amenderen. Ook hiervoor is een meerderheid van de leden nodig. In dit geval wordt het geamendeerde voorstel naar de Raad en de Commissie gezonden voor een tweede lezing van de Raad.

### Tweede lezing Raad
Als het Parlement amendeert, volgt een tweede lezing van de Raad. Deze lezing betreft niet langer het hele voorstel, maar alleen de amendementen van het Parlement (de Raad mag zich dus niet bedenken over de rest van de tekst).
Voor de Raad iets doet, moet de Commissie een advies uitbrengen over de amendementen van het Parlement. Dit advies per amendement is "voor" of "tegen".
Daarna stemt de Raad, ook weer binnen drie en maximaal vier maanden, over de amendementen. Er zijn nu twee mogelijkheden:
Ten eerste kan de Raad instemmen met alle amendementen. Dat doet de Raad meestal met een gekwalificeerde meerderheidsstemming, maar het onderhavige Verdrag kan ook bepalen dat de stemming unaniem moet zijn. Als de Raad tegen het advies van de Commissie ingaat, moet de stemming in ieder geval unaniem zijn.
Als de Raad besluit dat de Raad zich niet in alle amendementen kan vinden, volgt bemiddeling tussen Raad en Parlement (een laatste lijmpoging).

### Trialogen
Een triloog of trialoog, officieel “inter-institutionele onderhandelingen” (ITM) genoemd, is een onderhandelingsmethode in de wetgevingsprocedures van de Europese Unie, die gebruikt wordt wanneer De Raad en het Parlement niet tot overeenstemming kunnen komen over een wetsvoorstel. De tri(a)loog bestaat uit een overleggroep met vertegenwoordigers van de Commissie, de Raad en het Parlement, die samen tot een gemeenschappelijk voorstel pogen te komen.
Deze onderhandelingen verlopen achter gesloten deuren, hetgeen vragen doet rijzen. Critici wijzen op het overwicht van de Commissie in dit overleg, omdat zij een meer permanent karakter heeft (ambtenaren benoemd, niet verkozen), en in tegenstelling tot de Raad en het Parlement over een uitgebreid ambtenarenapparaat beschikt. Ook werpt de Commissie zich kennelijk op als scheidsrechter en beslisser in het overleg. Zij heeft immers nog andere machtsmiddelen zoals het intrekken van het voorstel, of het vereisen van unanimiteit in de Raad, zodat het voorstel minder kans maakt op goedkeuring. En nationale parlementen en burgers, die nog enig overzicht hebben in de publieke zittingen van het Parlement zelf, worden helemaal uitgesloten van de tri(a)loog, waarvan de vergaderingen niet aangekondigd worden. Er wordt evenmin een officiële agenda of verslag van de besprekingen bijgehouden. Daarnaast heeft de Commissie toegang tot het Comité van Permanente Vertegenwoordigers van de Raad, een extra tweezijdig overlegkanaal, waardoor in de finale trialoog meermaals Commissie en Raad samen tegenover het Parlement staan.
In de praktijk blijft daarom van wetsontwerpen vaak slechts een verwaterde versie over, als compromis tussen de drie partijen. Dat heeft echter voor gevolg dat alle meer delicate kwesties verwezen worden naar uitvoeringsbesluiten en detailwetgeving, die nog veel minder transparant zijn.
Als gevolg van de gerezen vragen stelde de Europese ombudsdienst op 28 mei 2015 een “strategisch onderzoek” in naar het democratisch gehalte van de tri(a)logen, en opende in dat verband een publieke consultatie. Op 12 juli 2016 besloot de ombudsdienst de drie instellingen te vragen een aantal documenten te publiceren, vooraf en tijdens de tri(a)logen, of in het uiterste geval na afloop ervan.
Anderen relativeren echter het ondemocratisch karakter van de tri(a)logen: ze wijzen op de toegenomen assertiviteit van het Parlement, en voeren aan dat het noodzakelijke politiek overleg sowieso meestal achter de schermen verloopt. Het Parlement moet volgens hen sterker de nadruk leggen op de wetgevende hoofdprincipes, zonder de details te willen regelen.
Trilogen zijn erg effectief gebleken in het bereiken van dergelijke overeenkomsten en de meeste wetgeving wordt tegenwoordig op deze wijze aangenomen.
In maart 2018 oordeelde het Europese Hof van Justitie dat de documenten van deze trialogen in principe openbaar moeten worden gemaakt als daarom wordt verzocht, tenzij de betreffende EU-instelling aantoont dat openbaarmaking het besluitvormingsproces kan ondermijnen.

### Derde lezing
De derde lezing van Parlement en Raad, ook wel conciliatie genoemd, gaat over de compromis-tekst van het overleg. De lezingen worden gelijktijdig gehouden, wat kan omdat er geen amendementen meer ingevoerd kunnen worden. Binnen zes en maximaal acht weken moeten Parlement en Raad stemmen – het Parlement met volstrekte meerderheid van de leden, de Raad met gekwalificeerde meerderheid tenzij het Verdrag unanimiteit eist. Als beide voor stemmen, is het voorstel aangenomen. Als een van beide tegen stemt (of de termijn laat verlopen), is het voorstel verworpen.

## Behandeling door het Europees Parlement
Nadat een voorstel van de Commissie aan het Parlement aangeboden is, wordt het voorstel door een Parlementariër "onder zijn hoede genomen". Deze Parlementariër heet de rapporteur voor het voorstel. De rapporteur heeft tot taak om de behandeling van het voorstel te begeleiden en alle stappen samen te vatten die het voorstel ondergaat.
Het voorzitterschap van het Parlement zorgt er eerst en vooral voor dat het voorstel wordt behandeld door de vaste commissie die over het beleidsterrein van het voorstel gaat (of de commissies, als er raakvlakken met meerdere terreinen zijn). Er zijn zeer veel beleidsterreinen en niet iedereen kan overal specialist in zijn. Om ervoor te zorgen dat tijdens de plenaire vergaderingen van het Parlement het gesprek niet gevoerd wordt door een paar mensen en de rest er dan voor joker bij zit, wordt ieder voorstel eerst "voorbehandeld" door de vaste commissie voor een onderwerp. Hierin zitten de specialisten voor het onderwerp van alle fracties samen. Bekende voorbeelden van dergelijke commissies zijn JURI (de commissie Juridische Zaken) en BUDG (de commissie begrotingen). De commissie die in principe verantwoordelijk is voor het voorstel, benoemt uit zijn midden de rapporteur.
Alle ter zake doende commissies beschouwen bij een lezing het voorstel zoals het binnenkomt. Met name bij de eerste lezing is dat veel werk: het voorstel wordt doorgenomen, de adviezen van de Comités moeten beschouwd worden, amendementen moeten worden voorgesteld en besproken, eventueel wordt aandacht gegeven aan lobbies en andere, maatschappelijke vertegenwoordigers (zoals de sociale partners). Iedere commissie schaaft op zijn beurt aan het voorstel en er vindt onderling overleg plaats tussen de commissies om tot een eindresultaat te komen. Gegeven de hoeveelheid werk die hierin kan zitten bij een kersvers voorstel, is het niet verwonderlijk dat de eerste lezing niet aan een termijn gebonden is.
De rapporteur woont in principe alle commissievergaderingen voor "zijn" voorstel bij. Na afloop stelt hij een samenvatting op van het werk van de commissies met daarin onder andere de overwegingen bij amendementen. Het geheel—voorstel, adviezen, amendementen, overwegingen, administratieve samenvatting—stuurt hij naar het voorzitterschap van het Parlement zodat het op de rol komt te staan voor behandeling in een plenaire vergadering.
Bij die plenaire vergadering is de rapporteur ook aanwezig om eventuele vragen van het plenum (de aanwezige parlementariërs) te beantwoorden. Aan het eind van de zitting stemt het plenum (vaak volgens het stemadvies van de rapporteur) en stelt zo de mening van het Parlement vast.
Tijdens latere lezingen volgt een soortgelijk proces, dat wel korter is. Het grootste gedeelte van de tekst is immers, als het goed is, al behandeld.

## Behandeling door de Raad
De Raadsvergadering is een vergadering van de ministers van de lidstaten voor een onderwerp. Zij debatteren over de onderwerpen op hun agenda en stemmen dan—bij gewogen meerderheid of bij eenparigheid (de officiële term voor unanimiteit).
De Raad is echter niet altijd bijeen en de ministers kunnen niet voltijd bezig zijn met de werkzaamheden van de Raad. De meeste werkzaamheden van de Raad vinden op ambtelijk niveau plaats in raadswerkgroepen, waarin ambtenaren van de ministeries van de lidstaten en van de Unie overleggen. Zij komen onderling tot overeenstemming over de meeste zaken en laten de grote lijnen over aan de ministers.
De Raadsvergaderingen behandelen twee soorten onderwerpen: A-onderwerpen (of hamerstukken) en B-onderwerpen. Iedere Raadsvergadering heeft een thema (bijvoorbeeld landbouw) en bestaat uit een samenkomst van alle ministers voor dat onderwerp (de ministers van landbouw bijvoorbeeld). Om ervoor te zorgen dat behandeling van onderwerpen waarover geen onenigheid bestaat lang moet wachten (totdat de betrokken ministers weer samenkomen) bestaat de mogelijkheid om dergelijke onderwerpen zonder verdere besprekingen af te laten doen door iedere Raadsvergadering; dit zijn de A-onderwerpen. Verdient een onderwerp meer aandacht, dan wordt het een B-onderwerp en volgt een debat binnen de Raad. De B-onderwerpen die een vergadering behandelt, zijn in de regel onderwerpen die passen bij het specialisme van de ministers die bij de Raad aanwezig zijn.

## Bemiddeling
Een zeer belangrijke rol is weggelegd voor het Bemiddelingscomité, het Coreper. Dit comité zorgt voor het onderlinge contact tussen Parlement, Commissie en Raad en bemiddelt als ze er samen echt niet uitkomen.
Het Coreper brengt vertegenwoordigers van de Raad en Parlement samen (gelijk in aantal); het voorzitterschap van die vergaderingen wisselt tussen de twee. De vergaderingen vinden plaats op gezette tijden, op een jaarlijks vastgesteld schema.
Binnen de corps diplomatiques van de lidstaten wordt een post bij het Coreper beschouwd als een bijzonder zware post.

## Beleidsterreinen
Op het moment van dit schrijven is de gewone wetgevingsprocedure van toepassing op de volgende beleidsterreinen:
- non-discriminatie op grond van nationaliteit
- vrijheid van verkeer en verblijf
- vrij verkeer van werknemers
- sociale zekerheid voor migrerende werknemers
- recht van vestiging
- vervoer
- interne markt
- werkgelegenheid
- douanesamenwerking
- bestrijding van sociale uitsluiting
- gelijke kansen en gelijke behandeling
- uitvoeringsbesluiten betreffende het Europees Sociaal Fonds
- onderwijs
- beroepsopleiding
- cultuur
- gezondheid
- consumentenbescherming
- Trans-Europese netwerken
- uitvoeringsbesluiten betreffende het Europees Fonds voor Regionale Ontwikkeling
- onderzoek
- milieu
- transparantie
- voorkomen en bestrijden van fraude
- statistieken
- oprichting van een raadgevend orgaan inzake gegevensbescherming